# Мартин, Борхас
Борхас Мартин Гонсалес (исп. Borjas Martín González; 28 июня 1987, Пуэрто-де-Тасакорте, Канарские острова, Испания) — испанский футболист, нападающий и капитан мальдивского клуба «Валенсия». 

## Карьера
Родился 28 июня 1987 года на Канарских островах. На взрослом уровне начал играть в низших испанских лигах. С 2006 года выступал в Терсере за канарские клубы «Реал Клуб Виктория», «Менсахеро» и «Тихарафе», а также за клуб из континентальной Испании «Барбастро». 16 июля 2014 года подписал контракт с клубом Сегунды Б «Атлетико Асторга», за который сыграл 36 матчей и забил 13 голов. Следующие два сезона также отыграл в Сегунде Б, выступая за команды «Понтеведра», «Реал Мурсия» и «Сабадель». Летом 2017 года подписал контракт с клубом второй лиги Финляндии «Хонка», с которым по итогам сезона вышел в высшую лигу. 8 апреля 2018 года дебютировал в Вейккауслиге, выйдя в стартовом составе на матч 1-го тура против «КуПС».